# Paul Ernst (écrivain américain)
Pour les articles homonymes, voir Ernst.
Pour l'écrivain allemand, voir Paul Ernst
Paul Ernst, né le 7 novembre 1899 à West Peoria en Illinois, aux États-Unis, et mort le 21 septembre 1985, est un écrivain américain, auteur de nouvelle et de roman policier, de roman d'horreur et de thriller fantastique. Il utilise le nom-maison Kenneth Robeson.

## Biographie
Dans les années 1930, il est un prolifique nouvelliste publié dans les pulps en particulier dans Weird Tales. Spécialisé dans les genres science-fiction et horreur, il crée le personnage du Black Monarch qui cherche à dominer le monde et celui du docteur Satan qui se définit lui-même comme « le plus étrange criminel du monde ».
Sous le nom-maison de Kenneth Robeson, il écrit les vingt-quatre premiers volumes de la série Avenger, un justicier faisant la guerre au crime. Ce personnage est repris ensuite par Emile C. Tepperman puis par Ron Goulart.
Dans les années 1950, il publie plusieurs romans noirs publiés en français dans la collection Un mystère mais « ses récits sont loin d'être d'une grande limpidité et restent caractéristiques de la production des années 1950 » selon Jacques Finné et Claude Mesplède.

## Œuvre

### Romans

#### SérieAvengersignée Kenneth Robeson
- Justice, Inc. (1939)
- The Yellow Hoard (1939)
- The Sky Walker (1939)
- The Devil's Horns (1939)
- The Frosted Death (1940)
- The Blood Ring (1940)
- Stockholders in Death (1940)
- The Glass Mountain (1940)
- Tuned for Murder (1940)
- The Smiling Dogs (1940)
- River of Ice (1940)
- The Flame Breathers (1940)
- Murder on Wheels (1940)
- Three Gold Crowns (1941)
- House of Death (1941)
- The Hate Master (1941)
- Nevlo (1941)
- Death in Slow Motion (1941)
- Pictures of Death (1941)
- The Green Killer (1942)
- The Happy Killers (1942)
- The Black Death (1942)
- The Wilder Curse (1942)
- Midnight Murder (1942)

#### Autres romans
- Hangman'Hat (1951) Publié en français sous le titre Un chapeau pour deux, Paris, Presses de la Cité, coll. « Un mystère » 1re série no 101 (1952)
- The Bronze Mermaid (1952) Publié en français sous le titre Doucement les basses, Presses de la Cité, coll. « Un mystère » 1re série no 125 (1953)
- Lady Get Your Gunn (1955) Publié en français sous le titre Ces dames font un carton, Presses de la Cité, coll. « Un mystère » 1re série no 285 (1956)

### Nouvelles

#### SérieThe Black Monarch
- The Black Monarch (1re partie), Weird Tales (février 1930)
- The Black Monarch (2e partie), Weird Tales (mars 1930)
- The Black Monarch (3e partie), Weird Tales (avril 1930)
- The Black Monarch (4e partie), Weird Tales (mai 1930)
- The Black Monarch (5e partie), Weird Tales (juin 1930)

#### SérieDocteur Satan
- Doctor Satan, Weird Tales (août 1935)
- The Man Who Chained the Lightning, Weird Tales (septembre 1935)
- Hollywood Horror, Weird Tales (octobre 1935)
- The Consuming Flame, Weird Tales (novembre 1935)
- Horror Insured, Weird Tales (janvier 1936)
- Beyond Death's Gateway, Weird Tales (mars 1936)
- The Devil's Double, Weird Tales (mai 1936)
- Mask of Death, Weird Tales (août 1936)

#### Autres nouvelles
- The Temple of Serpents (1928)
- Beyond Power of Man (1928)
- A Witch's Curse (1929)
- A Crystal Gazer's Crime (1929)
- Marooned Under the Sea (1930)
- The Tree of Life (1930)
- The Cobra Den (1930)
- The Scourge of Mektoub (1930)
- The Hopeless Quest at Aissouan (1931)
- Hidden in Glass (1931)
- The World Behind the Moon (1931)
- The Incredible Formula (1931)
- The Golden Elixir (1931)
- The Red Hell of Jupiter (1931)
- The Boiling Photograph (1931)
- The Planetoid of Peril (1931)
- On the Roofs of Tunis (1932)
- The Radiant Shell (1932)
- The Duel of the Sorcerers (1932) (en 2 parties)
- Black Invocation (1932)
- Dread Exile (1932)
- The Raid on the Termites (1932)
- Akkar's Moth (1933)
- The Iron Man (1933)
- Death in My House (1933)
- From the Wells of the Brain (1933)
- Gray World (1934)
- The Thing in the Pond (1934)
- The Illusion of Flame (1934)
- The Marvelous Knife (1934)
- The Stolen Element (1934)
- Old Sledge(1934)
- Concert to Death (1934)
- Rulers of the Future (en 3 parties)
- Madman's Circus (1935)
- Death's Portrait (1935)
- Flesh Feeder (1935)
- The 32nd of May (1935)
- Priestess of Pain (1935)
- Her Spirit Lover (1935)
- The Tree That Bled (1935)
- Tonight They Die Again (1935)
- Waiter Number 34 (1935)
- Man Into Monster (1935)
- Her Rendezvous with Death (1935)
- Blood of Witches (1935)
- The Devil's Doorstep (1935)
- The Song that Drove Men Mad (1935)
- Death Opens the Door (1935)
- Dancing Feet (1935)
- Slaves of the White Madness (1935)
- The Devil's Cistern (1936)
- Embrace of the Fire God (1936)
- Wife of the Dragon-Fly (1936)
- Death's Warm Fireside (1936)
- The Mummy Maker (1936)
- Nightmare House (1936)
- Guests of the Lovely Dead (1936)
- We Heard the Devil Laugh (1936)
- Death Dives Deep (1936)
- The House Death Built (1936)
- Death Calls With Music (1936)
- The Microscopic Giants (1936)
- The Man in Black (1936)
- Brides of the Dust Demon (1936)
- Models for Madness (1937)
- The Dead Moan Low (1937)
- Protoplasmic Station (1937)
- The Invincible Midge (1937)
- Honeymoon with Horror (1937)
- Clicking Red Heels (1937)
- Jail-break (1937)
- Rift in Infinity (1937)
- Slaves of the Holocaust (1937)
- The Thing Behind the Iron Door (1937)
- Dread Summons (1937)
- The Mind Magnet (1937)
- When Skeletons Dance (1938)
- Terror in Utopia (1938)
- Escape (1938)
- The Thing in the Trunk (1938)
- Web-Footed Death Dance (1938)
- Nothing Happens on the Moon (1939)
- The Man Next Door' (1939)
- The Face at Death Corner (1939)
- Headache (1939)
- The Great Green Serpent (1939)
- He Didn't Want Soup (1940)
- To Heaven Standing Up (1941)
- Outbound' (1945)
- Death Ray (2010)

#### Autres nouvelles signées Emerson Graves
- His Nightmare Master (1936)
- Pale Daughters of Death (1936)
- King of the Swamp Horde (1937)

## Sources
: document utilisé comme source pour la rédaction de cet article.
- Claude Mesplède (dir.), Dictionnaire des littératures policières, vol. 1 : A - I, Nantes, Joseph K, coll. « Temps noir », 2007, 1054 p. (ISBN 978-2-910-68644-4, OCLC 315873251), p. 676